# 約翰斯里弗鎮區 (北卡羅萊納州考德威爾縣)
約翰斯里弗鎮區（英語：Johns River Township）是位於美國北卡羅萊納州考德威爾縣的一個鎮區。

## 地方資料
約翰斯里弗鎮區的面積為111.88平方千米，皆為陸地。根據2020年美國人口普查的數據，當地共有人口1605人，而人口密度為每平方千米14.35人。